# モノグラム (江戸川乱歩)
『モノグラム』は、江戸川乱歩の著した短編小説。1926年（大正15年）7月、『新小説』に掲載された。

## 登場人物
- 私 - 聞き手。冒頭にしか出ない。
- 栗原 一造（くりはら いちぞう） - 守衛で本作の語り手。若い頃、すみ子に片恋慕していた。
- 田中 三良（たなか さぶろう） - 三重県人で、すみ子の弟。姉の形見を預かっている。
- 北川 すみ子（きたがわ すみこ） - 北川家の養女で三良の姉。どことなく険があった美女。病死している。
- 栗原 園（くりはら その） - 一造の妻。ヒステリー持ち。すみ子とは同級生。

## あらすじ
書き手の「私」が勤めていた工場の老守衛、栗原一造から聞いた昔話。栗原は45歳くらいのとき、公園で、田中三良と名乗る青年から、どこかでお会いしましたよねと言われる。栗原も会ったことがあるような気がしてくるが、田中は三重から最近東京に出てきたばかりで接点がない。縁でつきあうようになったある日、田中がわかったという。田中の姉、すみ子は東京の北川という家の養女になったのだが、女学校を卒業するかしないかのとき、北川家の不幸のために、三重の田中家に戻ってきてそこで病死した。その姉の遺品の懐中鏡の裏に、栗原の写真があるからだというのである。その懐中鏡を示され栗原は驚く。北川すみ子は学校時代の栗原が憧れていた女性であったからだ。信じられない栗原だが、田中に、その鏡のサックに縫い込まれたSとIのモノグラムはすみ子と一造ではないかと言われ、甘い思いにとらわれ、その懐中鏡をもらいうける。しかしその懐中鏡は、すみ子と同級生だった栗原の妻、園のもので、手癖が悪いすみ子が盗んだものだとわかる。

## 収録
- 角川文庫 『三角館の恐怖』　1974年1月